# جينا رايموندو
جينا ماري رايموندو (بالإنجليزية: Gina Raimondo) (17 مايو 1971) هي سياسية أمريكية ورأسمالية مجازفة والحاكمة الخامسة والسبعين لرود آيلاند منذ عام 2015. رايموندو عضو في الحزب الديمقراطي، وهي أول امرأة تشغل منصب حاكم رود آيلاند. استلمت منصب الأمين العام للخزانة في رود آيلاند بين عامي 2011-2015 قبل انتخابها وكانت ثاني امرأة تشغل هذا المنصب. اختيرت كمرشحة الحزب الديمقراطي لمنصب حاكم ولاية رود آيلاند في انتخابات عام 2014. فازت بالانتخابات في 4 نوفمبر بنسبة 41% من الأصوات في سباق ثلاثي ضد عمدة كرانستون الجمهوري ألان فونغ ورجل الأعمال روبرت جيه. هيلي.
انتُخبت رايموندو لتولي منصب نائب رئيس رابطة الحكام الديمقراطيين لدورة انتخابات عام 2018. أصبحت رئيسة رابطة الحكام الديمقراطيين اعتبارًا من عام 2019، وهي ثاني امرأة تشغل هذا المنصب. خاضت رايموندو الانتخابات الرئاسية وفازت بإعادة انتخابها لولاية ثانية في عام 2018، وأصبحت أول مرشح رئاسي يحصل على أغلبية الأصوات لهذا المنصب منذ عام 2006.

## العمل المبكر
عملت رايموندو بعد تخرجها من كلية الحقوق بجامعة ييل كاتبة قانونية للقاضي الفيدرالي كيمبا وود في محكمة الولايات المتحدة المحلية للمنطقة الجنوبية في نيويورك. تولت رايموندو في وقت لاحق منصب نائب الرئيس الأول لتمويل التنمية في مكاتب مانهاتن في شركة فيليدج فينتشرز، وهي شركة رأس مال مجازف تقع في ويليامزتاون في ولاية ماساتشوستس وبدعم من شركة باين كابيتال ومجموعات هايلاند كابيتال الاستثمارية. عادت رايموندو إلى رود آيلاند في عام 2000 لتشترك في تأسيس أول شركة لرأس المال المجازف في الولاية وتُدعى شركة بوينت جوديث كابيتال. نقلت الشركة بعد ذلك مكاتبها إلى بوسطن في ماساتشوستس. عملت رايموندو في الشركة كشريك عام في تغطية استثمارات الرعاية الصحية، وهي تحتفظ ببعض المهام التنفيذية مع الشركة.

## الأمين العام للخزانة في رود آيلاند
هزمت رايموندو خصمها من الحزب الجمهوري كيرنان كينغ في 2 نوفمبر في عام 2010 لمنصب الأمين العام للخزانة. هزمت السيد كينغ بفارق كبير (62% مقابل 38%). حصلت على 201.625 صوتًا، أي أكثر من أي مرشح آخر من ولاية رود آيلاند خلال انتخابات عام 2010. إنها المرأة الثانية، بعد الجمهورية نانسي جيه. ماير من بريستول، التي تشغل هذا المنصب منذ عام 1940.

### سياسات المعاش التقاعدي
قادت رايموندو عملية إصلاح نظام المعاشات التقاعدية العام لموظفي رود آيلاند خلال عامها الأول من عملها في منصب الأمين العام للخزانة، والذي موِّل بنسبة 48% في عام 2010. قادت رايموندو المجلس التقاعدي في الولاية في أبريل عام 2011 لتخفيض معدل عائد الدولة المفترض من استثمارات التقاعد من 8.25% إلى 7.5%. أصدرت رايموندو تقريرًا بعنوان «الحقيقة في أرقام» الذي دعا إلى خفض الفوائد كحل لمشاكل التقاعد في رود آيلاند في مايو في عام 2011، وساعدت في قيادة الجهود المبذولة لخفض المعاشات التقاعدية بالتعاون مع غوردون فوكس الذي كان رئيس مجلس النواب آنذاك.
سُن قانون رود آيلاند للضمان التقاعدي من قبل الجمعية العامة في 17 نوفمبر في عام 2012 بدعم حزبي في كلا المجلسين. وقع لينكولن تشافي في اليوم التالي على القانون ليصبح قانونًا رسميًا في الولاية. أظهر استطلاع أجرته جامعة براون في ديسمبر عام 2011 أن 60% من سكان رود آيلاند يؤيدون إصلاح نظام التقاعد. طُعنت شرعية القانون في المحكمة من قبل نقابات الموظفين العامة، فتوصلت المحكمة إلى تسوية في يونيو في عام 2015.
وُجِهت الانتقادات لصندوق المعاشات التقاعدية في عهد رايموندو بسبب ضعف أداء أقرانه. نسب بعض منتقدي رايموندو الأداء الضعيف إلى الزيادة الحادة في الرسوم المدفوعة لمديري صناديق التحوط (المحافظ الوقائية)، وذلك بينما جادل مؤيدوها بأن الاستثمارات في صناديق التحوط توازن الاستثمارات خلال فترات انكماش السوق للحصول على عوائد أكثر ثباتًا بمرور الوقت.

### البلديات
أنشأت رايموندو مجموعة أوشن ستيت الاستثمارية، وهي وسيلة استثمار منخفضة التكلفة تهدف إلى مساعدة الدولة والبلديات على إدارة وتحسين الأداء الاستثماري لأصولها السائلة، والتي تُستخدم في العمليات اليومية بما في ذلك كشوف المرتبات ونفقات التشغيل. كانت قيمة 500 مليون دولار من مال الصناديق التمويلية يمكن أن تكون مؤهلة للبرنامج، وكانت ستمكن الخزانة «من توسيع خبرتها لتشمل البلديات وتحسين عوائد الاستثمار من خلال تشكيل وفورات الحجم». بدأ البرنامج في 23 أبريل في عام 2012.

### الشفافية
قادت رايموندو في عام 2011 مراجعة لممارسات الإفصاح عن بيانات السندات بالولاية، وحدّثت بيان المعلومات ومعلومات الإفصاح عن بيانات السندات ذات الصلة التي سترافق إصدارات السندات المستقبلية. أطلقت رايموندو بالتزامن مع التغييرات التي أدخلت على سياسات الإفصاح عن بيانات السندات أول بوابة لعلاقات المستثمرين في الولاية، والتي تتضمن المعلومات المالية والتقارير ذات الصلة من مكتب الأمين العام للخزانة ونظام التقاعد للموظفين في رود آيلاند ومكتب ميزانية الدولة وقسم الإيرادات ومكتب الدولة لديوان المحاسبة.
حصلت صحيفة ذا بروفيدانس جورنال على معلومات من بعض الصناديق التمويلية بعد صراع للحصول على المعلومات في أغسطس في عام 2013، وشملت بعض هذه المعلومات السؤال حول الشركات التي تستثمر فيها الصناديق ومعدلات العائدات والسحوبات السابقة ومقدار تحصيل الشركاء وحصصهم الشخصية في صناديقهم التمويلية حتى التفاصيل مثل هويات التجار وشركات المراجعة والمحاسبة خارج الصناديق.
عينت هيئة الأوراق المالية والبورصة رايموندو في برنامج الدفع للتشغيل مع شركة أوكتري للاستثمار في 11 يوليو عام 2018.

### قرض يوم الدفع
دعت رايموندو إلى خفض الحد الأقصى المسموح به لسعر الفائدة على قروض يوم الدفع في رود آيلاند خلال دورة الجمعية العامة لرود آيلاند في عام 2012. استضافت مناقشة مائدة مستديرة مع رئيس بلدية بروفيدانس، آنجيل تافيراس، وأعضاء تحالف إصلاح يوم الدفع في رود آيلاند. قدمت رايموندو رسائل إلى لجنتي مجلس الشيوخ ومجلس النواب لدعم تشريع إصلاح يوم الدفع، وقالت: «هناك عدد كبير للغاية من العائلات التي تواجه تحديات مالية يمكن تخفيفها أو تجنبها من خلال فهم أكبر للتمويل الشخصي» و«قروض يوم الدفع تستغل نقص الفهم هذا، وأنه مع العديد من التحديات الاقتصادية، ينبغي على رود آيلاند ألا تسمح ببيع منتج مالي يحصر الكثير من العملاء في دائرة الديون». كتبت رايموندو مقالًا افتتاحيًا في عدد 29 مايو في عام 2012 من صحيفة ذا بروفيدانس جورنال لدعم إصلاح قروض يوم الدفع.

## حاكمة ولاية رود آيلاند
انتُخبت رايموندو حاكمة ولاية رود آيلاند في 4 نوفمبر في عام 2014، وفازت بنسبة 41% من الأصوات في سباق انتخابي ثلاثي، وهزمت منافسيها ألان فونغ وروبرت جيه. هيلي من الحزب المعتدل. رايموندو هي أول امرأة تتولى منصب حاكم ولاية رود آيلاند، وهي أيضًا واحدة من تسعة حاكمات حاليات في الولايات المتحدة. دعت خلال عامها الأول كحاكمة إلى توسيع ائتمان ضريبة الدخل المكتسب  في الولاية ورفع الحد الأدنى للأجور وخفض معدل الضريبة على الشركات في الولاية وإلغاء الضريبة على استخدام الطاقة التجارية.
شغلت رايموندو منصب نائب رئيس رابطة الحكام الديمقراطيين لدورة انتخابات عام 2018 وأصبحت رئيسته في عام 2019.